# Nalmefeen
Nalmefeen, merknaam Selincro®, is een geneesmiddel dat kan worden ingezet bij verslaving. Het moduleert het opioïdsysteem via de mu-, delta- en kappa-opiaatreceptoren. Het antagoneert de mu- en deltareceptoren en werkt als een gedeeltelijke agonist op de kappa-receptor. De vermindering van alcoholconsumptie vindt mogelijk plaats door modulatie van de cortico-mesolimbische functies. Het is geregistreerd via een centrale Europese procedure in 2013 als hulpmiddel bij alcoholverslaving. Het wordt ook onderzocht voor de behandeling van andere verslavingen zoals gokken. De werkzaamheid is vergelijkbaar met die van naltrexon. In Nederland is het middel receptplichtig.

## Structuur en werkingsmechanisme
Nalmefeen lijkt qua structuur en werkingsmechanisme op naltrexon. De halveringstijd is echter langer en de biologische beschikbaarheid groter.

## Dosering
Bij de behandeling van alcoholafhankelijkheid neemt de patiënt 1x per dag 1 tablet van 18 mg in, indien men verwacht te willen gaan drinken. Na alcoholconsumptie dient de tablet zo snel mogelijk te worden ingenomen. Dit alles dient te geschieden onder strenge psychosociale ondersteuning.

## Bijwerkingen
Er treden geregeld bijwerkingen op:
- Zeer vaak (>10%): slapeloosheid, duizeligheid, hoofdpijn, misselijkheid.
- Vaak (1-10%): verminderde eetlust, slaapstoornis, sufheid, vermoeidheid, asthenie, malaise, verwarde toestand, rusteloosheid, aandachtsstoornis, verminderd libido, tremor, paresthesie, hartkloppingen, braken, droge mond, overmatig zweten, spierspasmen, gewichtsafname.
- Verder zijn gemeld: dissociatie en (meestal kortdurende) hallucinatie (auditieve, gevoels-, visuele en somatische).

## Interacties
Krachtige UGT2B7-remmers zoals diclofenac, fluconazol en medroxyprogesteron verhogen de blootstelling aan nalmefeen met name bij een langdurige behandeling met een UGT2B7-remmer. Het enzym UGT2B7 zorgt voor koppeling van nalmefeen aan glucuronzuur en daaropvolgende eliminatie uit het lichaam. Omgekeerd kan een UGT-inductor zoals dexamethason, fenobarbital, rifampicine en omeprazol leiden tot een subtherapeutische nalmefeenconcentratie.

## Behandeling van een overdosis opiaten
Reeds in 1995 werd het middel in de Verenigde Staten al geregistreerd voor de intraveneuze behandeling van een overdosering opiaten. Het middel vermindert de werkzaamheid van opiaten en daarom kan het niet samen met deze geneesmiddelen worden gebruikt.

## Vergoeding in Nederland
In Nederland is het middel geclusterd met naltrexon en wordt volledig vergoed.